# Neolophonotus floccus
Neolophonotus floccus är en tvåvingeart som beskrevs av Jason Gilbert Hayden Londt 1987. Neolophonotus floccus ingår i släktet Neolophonotus och familjen rovflugor. Inga underarter finns listade i Catalogue of Life.